# Гармоново (Ярославская область)
Гармоново — деревня Ломовского сельского округа в Октябрьском сельском поселении Рыбинского района Ярославской области.
Деревня расположена к северу от посёлка Лом, с западной стороны автомобильной дороги, связывающей посёлок Лом с автомобильной дорогой P151 Ярославль—Рыбинск. Севернее Гармоново на этой дороге стоит деревня Дор. Гармоново расположена на обширном поле в окружении лесов, по периметру этого поля проходят мелиоративные канавы, которые служат источником для реки Пухарка .
Деревня Гармонова указана на плане Генерального межевания Борисоглебского уезда 1792 года. В 1825 Борисоглебский уезд был объединён с Романовским уездом. По сведениям 1859 года деревня Гарманово относилась к Романово-Борисоглебскому уезду .
На 1 января 2007 года в деревне числилось 2 постоянных жителя. Почтовое отделение посёлка Лом обслуживает в деревне 5 домов .